# Tuvalu en los Juegos Olímpicos de Pekín 2008
Tuvalu estuvo representado en los Juegos Olímpicos de Pekín 2008 por tres deportistas, dos hombres y una mujer, que compitieron en dos deportes.
El portador de la bandera en la ceremonia de apertura fue el halterófilo Logona Esau. El equipo olímpico tuvaluano no obtuvo ninguna medalla en estos Juegos.